# Karel Opočenský
Karel Opočenský (né le 7 février 1892 à Brüx, mort le 16 novembre 1975 à Prague) est un maître d'échecs tchèque. Il est le premier joueur professionnel d'échecs tchèque.

## Biographie

### Avant 1945
Opočenský a remporté le championnat tchèque à quatre reprises, en 1927, 1928, 1938 et 1944. En 1919, il est 2e derrière František Schubert, in Prague. En 1925, il est 3e-4e à Paris (tournoi remporté par Alexandre Alekhine). En 1927, il gagne à České Budějovice et en 1928 il est 1er à Brno. En 1933, il remporte le 10e mémorial Vaclav Kautsky à Prague. En 1935, il est 4e à Bad Nauheim (remporté par Efim Bogoljubov).
En 1935, il est 4e à  Łódź et gagne le tournoi de Luhačovice. En 1936, il est 2e à Vienne. En 1937, il est 2e à Teplice. En 1938, il est 1er à Nice et en 1938 il partage la première place avec Hermann à Prague.
Karel Opočenský a défendu les couleurs tchécoslovaques à quatre reprises aux Olympiades :
- En 1931, à Prague, au 4e échiquier (+7 –2 =4).
- En 1933, à Folkestone au 4e échiquier (+10 –0 =3).
- En 1935, à Varsovie au 2e échiquier (+5 –4 =6).
- En 1939, à Buenos Aires au 1er échiquier (+8 –5 =4).

Il décroche la médaille d'or individuelle et d'argent par équipe à Folkestone en 1933 et la médaille de bronze par équipe à Prague en 1933.
Quand la Seconde Guerre mondiale éclate, Opočensky, Jan Foltys et František Zíta jouent pour le Protectorat de Bohême-Moravie à l'Olympiade de Buenos Aires en 1939. Ils décident alors de retourner en Europe, tandis que leurs coéquipiers, Jiří Pelikán et Karel Skalička demeurent en Argentine.
En 1940, Opočensky est 2e, derrière Foltys, à Rakovnik au championnat de Bohême-Moravie. En 1941, il fait match nul contre Foltys à Prague (+4 -4 =4) et est 7e à Trenčianske Teplice (remporté par Foltys). Il est 13e au tournoi de Munich en 1941 (remporté par Gösta Stoltz). En 1942, il est 4e-5e à Prague (jubilaire Duras), derrière Alekhine et Klaus Junge. En 1943, il est 3e à Prague au championnat de Bohême-Moravie. En 1944, il remporte ce même tournoi à Brunn.

### Après la Seconde Guerre mondiale
Après la guerre, il participe à plusieurs tournois internationaux et tchécoslovaques. En 1945, il est 2e-3e derrière Emil Richter à Prague. En 1945, il est 4e à Ostraca (championnat de Tchécoslovaquie, remporté par Luděk Pachman). En 1946, il est 4e à Londres et 1er avec Daniel Yanofsky et Pachman à Arbon. En 1947 il est 4e à Vienne. En 1949, il est 3e-6e à Vienne. En 1949, il est 4e-5e à Arbon. En 1956, il est 3e à Poděbrady au championnat de Tchécoslovaquie (remporté par Ladislav Alster).

### Arbitre international
En 1951 et 1954, il est l'arbitre principal des matchs de championnat du monde à Moscou, celui de l'Olympiade d'Helsinki en 1952 et celui du tournoi des candidats de Zurich 1953.
Il s'est vu décerner le titre de maître international à la création du titre par la Fédération internationale des échecs en 1950 et celui d'arbitre international en 1951.